# Smittia lacumarum
Smittia lacumarum är en tvåvingeart som först beskrevs av Maurice Emile Marie Goetghebuer 1931.  Smittia lacumarum ingår i släktet Smittia och familjen fjädermyggor.
Artens utbredningsområde är Belgien. Inga underarter finns listade i Catalogue of Life.